# Mytłaniwka
Mytłaniwka (ukr. Митланівка) – przystanek kolejowy w pobliżu miejscowości Jaroszenka, w rejonie żmeryńskim, w obwodzie winnickim, na Ukrainie. Położony jest na linii Żmerynka – Odessa.